# Ansonia (Connecticut)
Ansonia è un comune (city) degli Stati Uniti d'America, situato nella Contea di New Haven nello Stato del Connecticut.
Città di grande tradizione industriale, è note come The Copper City (la città del rame), ma vi sono industrie anche legate all'ottone, alla gomma, alla trasformazione della plastica, alla ghisa, al tessile, e a prodotti di fonderia.